# Поздрав с юмруци
Поздравът с юмруци (известен също като „братски юмрук“ или „мощно пет“) е жест, подобен по значение на ръкостискане или дай пет. Лекият удар юмрук в юмрук между двама души също може да бъде символ на уважение или одобрение, както и на приятелство помежду им. Поздравът може да бъде последван от различни други жестове с ръце и тяло (като незабавно отваряне на дланта и разпръскване на пръстите за „удари с експлозии“). Обикновено се използва в спорта като форма на празнуване със съотборници и с противникови играчи в началото или в края на мача. Поздравите с юмруци често се дават като форма на приятелско поздравление.
Пандемията от COVID-19 прави поздрава с юмруци обичаен поздрав, тъй като ръкостискането се избягва, като средство да се забави разпространението на вируса.

## Определение
Поздравът с юмруци е жест, при който двама души удрят юмруци един в друг (като поздрав или израз на празнуване).
Жестът се изпълнява, когато двама участници потупват предната част на юмруците си една в друга. Юмруците на участника могат да бъдат вертикално ориентирани (перпендикулярни на земята) или хоризонтално ориентирани. За разлика от стандартното ръкостискане, което обикновено се извършва само с дясната ръка на всеки участник, ударът с юмрук може да се извърши, като участниците използват и двете ръце.

## Вижте още
- Вдигнат юмрук